# Basolus van Verzy

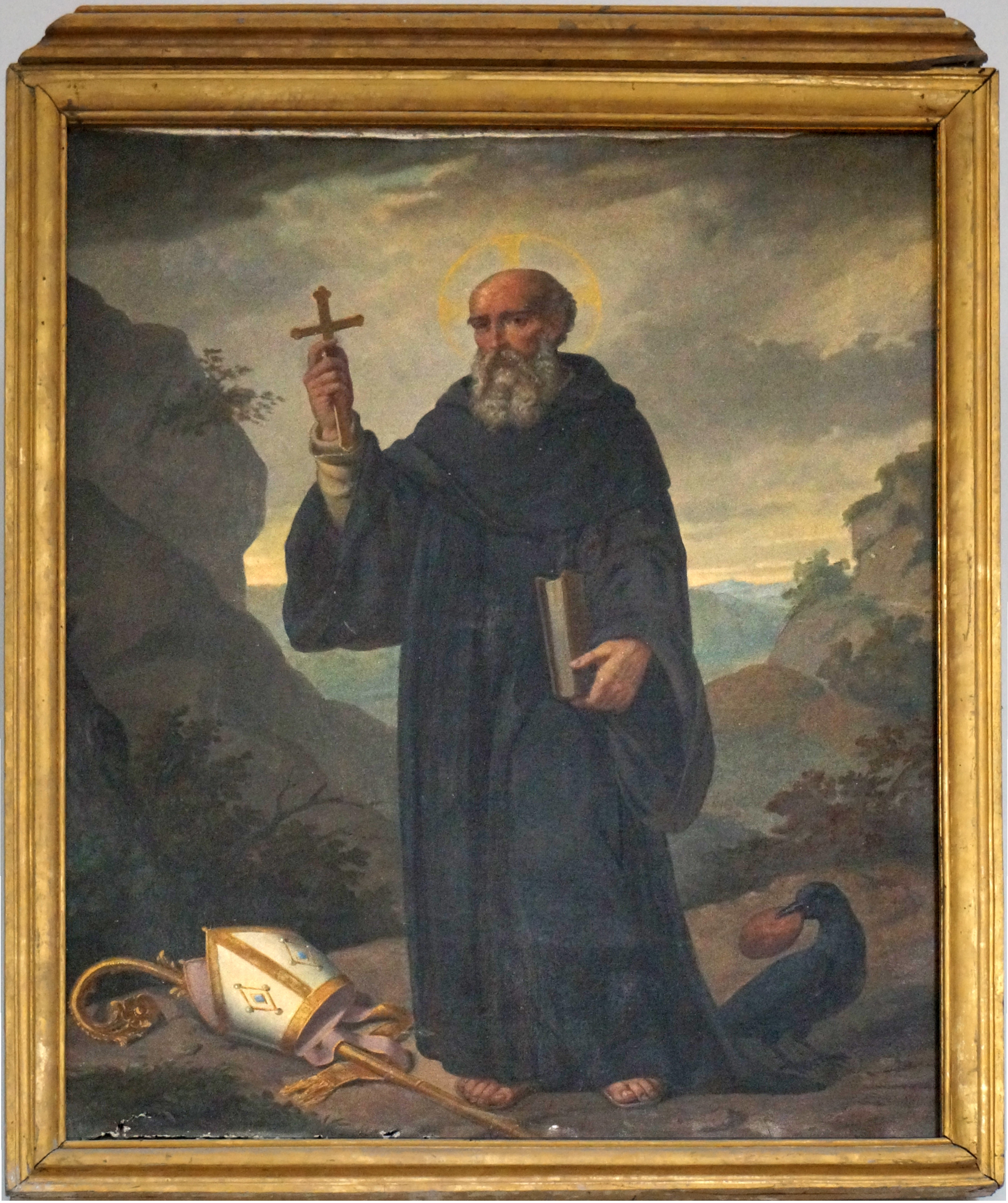
Sint-Basolus

Basolus van Verzy (Limoges, ca. 555 - 620) (ook: Basolus van Limoges, fr: Saint-Basle) is een heilige in de rooms-katholieke Kerk.
Veel is omtrent deze heilige niet bekend. Hij werd geboren te Limoges. Later maakte hij een bedevaart naar het graf van Sint-Remigius te Reims. Daar trad hij toe tot de Abdij van Verzy. Later trok hij zich terug om als kluizenaar te gaan leven, alwaar hij veel te maken had met verzoekingen van de duivel. Aan zijn graf zouden diverse wonderen zijn geschied.
De Abdij werd later de Abdij van Sint-Baolus van Verzy genoemd.
De feestdag van Sint-Basolus is op 26 november.